# الراهبات الثوريات
الراهبات الثوريات، وأحيانا تسمى أيضا بشكل غير رسمي" الراهبات الخضراء "، أو الأمازونيات، وهم المكلفون بحماية الرئيس السابق للجماهيرية الليبية، معمر القذافي ، وتشكلت المجموعة في أوائل الثمانينات، بعد استقالة القذافي الرسمية كرئيس ليبيا وتنصيب نفسه بالمرشد الأول للثورة والفاتح العظيم في الجماهيرية الشعبية الاشتراكية العربية الليبية"، جاء ذلك بمثابة مفاجأة، كما كان يعرف عن القذافي عن رأيه المناقض للمرأة في السبعينات، وفي كتابه الأخضر، قال، أوضحت رأيي أن دور المرأة يقتصر على التدبير المنزلي والأمومة.
القذافي قال أن توظيف الكادر النسائي لاعتقاده أن الرجال المسلحين يجدون صعوبة في إطلاق النار على النساء. ولكن أيضا حارسات القذافي هن في الواقع مجرد جانب من الاستعراض ومعروف عنه بالديكتاتور غريب الأطوار وولعه بإحاطة نفسه بعدد من النساء الشابات ويتوجه عادة مع 15 من حراسه الأمازونيات خلال حله وترحاله.

## تاريخ
تعود أصول هؤلاء الحارسات إلى منطقة الصحراء التي تشير الروايات التاريخية المتداولة بليبيا إلى أنها كانت مقر النساء الأمازيغيات المحاربات في الأساطير اليونانية.
ويختار القذافي حارساته وفق معايير محددة أهمها أن لا يتعدى السن العشرين عاما، والعذرية وعدم الزواج، وتوفر قدر معين من الجمال، والقوام الفارع والبنية القوية الشبيهة ببنية الرجال، والولاء المطلق لـ«الأخ قائد الثورة».
وتحصل كل مرشحة لوظيفة حارسة للقذافي على تأهيل عسكري متقدم يتم التركيز فيه على إتقان استخدام كافة أنواع المسدسات والبنادق والرشاشات وممارسة رياضات الالتحام البدني العنيف كالكاراتيه والجودو.
وترتدي المرشحة بعد انضمامها لحارسات العقيد حلة عسكرية خضراء ضيقة وحذاء بكعب منخفض، وتسلح بمسدس سريع الطلقات وخنجر، ويسمح لها باستخدام مستحضرات التجميل أثناء الخدمة وإخفاء شعرها تحت الطاقية العسكرية.
ولا تقتصر مهام حارسات القذافي على حماية الأخير في حله وترحاله، إذ تتعداها إلى ملازمته على مدار الساعة ومساعدته في ارتداء إزاره الطويل والترفيه عنه وقراءة صفحات من الكتاب الأخضر.
وأطلق القذافي على حارساته كلهن اسم عائشة تيمنا باسم ابنته الوحيدة، ويرافق الزعيم الليبي في زياراته الدولية ما بين 12 و40 من حارساته اللائي يميزهن بالأرقام ويطلق عليهن لقب راهبات الثورة.
وتسببت هؤلاء الحارسات في مشكلة بروتوكولية شهيرة عندما منعهن الحراس المصريون من الدخول مع القذافي لقاعة مؤتمر دولي شارك فيه الأخير بمدينة شرم الشيخ قبل أربعة أعوام.
وليس معروفا السبب الذي جعل العقيد الليبي يختار لنفسه حارسات له بدلا من حرس رجال، غير أن صحيفة بازلر تسايتونغ السويسرية أرجعت هذا إلى اعتقاد الزعيم الليبي أن النساء أقل خطرا عليه من الحراس الرجال الذين يمكن أن يغدروا به ويتآمروا عليه.
وأشارت الصحيفة إلى أن الحارسات الشابات كن يكافأن على ولائهن للزعيم القائد بمنحهن رواتب خيالية وإرسالهن للتسوق في إيطاليا بين حين وآخر، وكشفت أن ثقة الزعيم الليبي المطلقة بحارساته تراجعت لأسباب غير معروفة في الفترة الأخيرة، وأوضحت أن المظهر الأبرز لهذا التراجع هو تجريد الحارسات من المسدس والخنجر.

## إختفاء
وإلى جانب ما كشفته الصحيفة السويسرية، فقد لفت مراقبون إلى اختفاء الحارسات الشابات -اللائي لم تنجح أي وسيلة إعلامية من الالتقاء بواحدة منهن- من المشهد المحيط بالقذافي منذ اندلاع ثورة 17 فبراير/شباط.